# アジアへの扉
『アジアへの扉』（アジアへのとびら）は、2012年7月1日からテレビ西日本で毎週日曜 17時25分 - 17時30分に放送されているドキュメンタリー番組である。西日本シティ銀行提供。

## 概要
地元九州からアジアへ進出した企業を応援する番組。番組制作には西日本シティ銀行のグループ会社であるNCBリサーチ&コンサルティングも関わっている。同様の番組として、RKB毎日放送で放送されている同じく同行提供の『志、情熱企業』があるが、こちらは海外進出を決意した経緯や企業の特色等を紹介する番組になっている。
番組が紹介した内容は、全編インターネット配信されている。